# Jošikava Eiđi
Jošikava Eiđi (吉川 英治, Yoshikawa Eiji; Kanagava, 11. kolovoza 1892. – Tokio, 7. rujna 1962.), japanski književnik, pisac povijesnih romana.

## Život
Rođen je kao Jošikava Hidecugu u prefekturi Kanagava, današnjem dijelu Jokohame. Zbog propasti očeva obrta, morao je otići iz osnovne škole i početi raditi s 11 godina. Kad je navršio osamnaestu godinu, preselio se u Tokio. Pridružuje se pjesničkom društvu i počinje pisati haiku pjesme pod pseudonimom Kiđiro.
Na Zapadu je postao poznat kroz svoje romane "Musaši" i "Taiko".
U romanu Taiko, Jošikawa opisuje epohu japanskog ujedinjenja, koje se završava u bitki kod Sekigehare, djelo događanja na početku knjige "Musaši". U potonjem djelu govori o poznatome mačevaocu Mijamotu Musašiju.
Jošikava je jedan od najčitanijih pisaca Japana.